# Али бин Насер
Али бин Насер (арап. علي بن ناصر‎; Аријана, 2. март 1944) бивши је фудбалски судија из Туниса.

## Каријера
Најпознатији је по томе што је 22. јуна 1986. судио меч четвртфинала Светског првенства у Мексику између Аргентине и Енглеске. Гол руком који је постигао Дијего Армандо Марадона, судија Насер је признао као регуларан. Касније назван по имену Божја рука. Тај гол је обележио не само једну годину, већ и његову читаву судијску каријеру. Оба гола на тој утакмици се и дан данас препричавају и постигао их је Марадона. Други је на многим ранг-листама проглашен за најлепши гол свих светских првенстава. Марадона је сам предриблао половину енглеског тима и голмана Шилтона. Енглески коментатор је узвикнуо да је први гол сигурно нерегуларан јер је постигнут руком, али зато други вреди за десет. Аргентина је на крају победила са 2:1 и пласирала се у полуфинале. Судија Насер је касније изјавио, да није видео кад је Марадона играо руком код првог гола, те да је само показао на центар пошто му је помоћни судија Богдан Дочев из Бугарске сигнализирао да је све било у реду. Дочев који је преминуо 2017. у 80−ој години, изјавио је да ипак главни судија сноси кривицу за пропуст и да ФИФА није смела неискусног судију да стави за тако важан меч, чиме је сву кривицу свалио на Алија бин Насера.
Живо се сећам свега. Енглески дефанзивац (Стив Хоџ) је вратио лопту, а Марадона је био у ваздуху са Шилтоном, обојица су лицима били окренути на другу страну од моје. Били су лицем окренути мом асистенту, Бугарину Богдану Дочеву. Оклевао сам у почетку, бацио сам поглед ка Дочеву, а он се враћао ка центру игралишта потврђујући гол. Није сигнализирао играње руком. Инструкције које нам је ФИФА дала пре утакмице биле су јасне – ако је колега у бољем положају од мог, требало би да поштујем његову одлуку. — Изјава Алија бин Насера у интервјуу за BBC.

## Приватно
Марадона је дошао у Тунис 2015. године, посетио је Насера у његовој кући, том приликом му је поклонио дрес са потписом „За Алија, мог вечног пријатеља”.